# Maksim Maksimovich Litvinov
Maksim Maksimovich Litvinov (tiếng Nga: Макси́м Макси́мович Литви́нов, phát âm tiếng Nga: [mɐˈksʲim mɐˈksʲiməvʲɪtɕ lʲɪˈtvʲinəf]; 17 tháng 7 năm 1876 - 31 tháng 12 năm 1951), tên lúc sinh Meir Henoch Wallach, là một chính trị gia người Nga gốc Do Thái cách mạng và là một chính trị gia Bolshevik nổi tiếng của Liên Xô.
Một người ủng hộ mạnh mẽ các thỏa thuận ngoại giao dẫn đến giải giáp, Litvinov có ảnh hưởng trong việc biến Liên Xô thành một đảng của Hiệp ước KelloggTHER Briand năm 1928 và chịu trách nhiệm chính vào năm 1929 về việc thông qua cái gọi là Nghị định thư Litvinov, một hiệp định đa phương mang lại cho Kellogg- Briand có hiệu lực giữa Liên Xô và một số quốc gia láng giềng. Năm 1930 Litvinov được mệnh danh là Chính ủy Ngoại giao Nhân dân, vị trí ngoại giao hàng đầu trong nhà nước Xô Viết. Trong thập kỷ tiếp theo, Litvinov nổi lên như một tiếng nói hàng đầu cho chính sách an ninh tập thể chính thức của Liên Xô.
Ông sống sót sau Thế chiến thứ hai và qua đời năm 1951.